# Hospital de São Teotónio
O Hospital de São Teotónio é um hospital público localizado na cidade de Viseu, em Portugal. Também é conhecido como Hospital Distrital de Viseu. Faz parte da Unidade Local de Saúde de Viseu Dão-Lafões.

## História
O primeiro Hospital de Viseu foi o Hospital das Chagas, pertencente à Misericórdia, atual edifício da Polícia de Segurança Pública, instituído entre 1565 / 1585 (?) por Gerónimo Braga e sua mulher Isabel de Almeida, junto da igreja de S. Martinho (extinta), para nele se tratar os doentes que não excedessem os três meses de curativo. A sustentação dos doentes ficava a cargo da Santa Casa, assim como a sua admissão.
O tempo trouxe-lhe a deterioração e a exiguidade, pelo que o Bispo D. Júlio (Julius Franciscus de Oliveira) o reedificou e ampliou, à sua custa, entre os anos de 1758 e 1760. No entanto, é de salientar que já em 1705 o Bispo D. Gerónimo Soares havia feito importantes obras na enfermaria deste Hospital para que os homens estivessem separados das mulheres. Em 1760 existiam duas enfermarias para homens e mulheres com quarentena e oito lugares além dos do venéreo; juntamente, havia uma especial casa separada com roda, para crianças enjeitadas.
O mesmo Bispo, no ano de 1764, doou à Misericórdia a importante soma de dez contos de reis em dinheiro destinados ao Hospital.
Recebeu ainda a Santa Casa muitas esmolas de diferentes Bispos e particulares, pelo que, no fim do último século, dispondo já de bastantes recursos e sendo o seu Hospital muito pequeno, resolveu edificar outro mais novo, denominado de Hospital Novo.
Caetano Moreira Cardoso, da cidade de Viseu, doou à Misericórdia um olival sito a S. Martinho, junto à Quinta do Serrado para aí se edificar um novo Hospital. Mais tarde os Marqueses de Sub-Serra doaram também um olival que tinham dentro da cerca do Hospital.
A primeira pedra foi lançada pelo Bispo D. Francisco Moreira Pereira de Azevedo no dia 29 de março de 1793.
D. Maria I. por provisão de 12 de fevereiro de 1799 obrigou todos os concelhos da antiga Comarca de Viseu a pagarem um real de contribuição por cada quartilho de vinho e arrátel de carne em favor das obras do dito Hospital; muitos concelhos, alegando a sua distância à sede da comarca, não quiseram sujeitar-se à contribuição. Alguns foram compelidos judicialmente, outros não pagaram pelo que mais tarde, aberto o novo Hospital, a Misericórdia se recusou aceitar doentes pobres daqueles concelhos a não ser mediante uma avença com as respetivas câmaras.
Ignora-se quem fez a planta do Hospital mas sabe-se que o Mestre - Pedreiro Jacinto Mattos, de Vilar de Besteiros arrematou as paredes por 30.000.000 de reis e o Mestre Manuel Ribeiro de Viseu arrematou as obras de madeiramento e ferragens por 13.600.000 reis.
A construção correu lentamente e esteve alguns anos suspensa por falta de dinheiro e por causa da Guerra da Península e guerras civis posteriores.

### 1842–1997
Recebeu o Hospital os primeiros doentes em 1842 estando ainda inacabado. É neste ano que se fez o grande portão de ferro da entrada para o edifício, onde se colocou a data.
Em 1876, fez-se a bela escadaria semi – circular exterior, na entrada para o grande terreiro ajardinado em forma de paralelogramo, e que toma toda a frente do edifício. A construção prolongou-se por 49 anos, tendo as despesas ascendido a 185.482.206 reis.
Este edifício é considerado o primeiro de Viseu pela sua vastidão, majestade e solidez e pelo asseio que nele se nota.
Situa-se a sul de Viseu, em terreno enxuto, alegre e vistosíssimo, a pequena distância da cidade e no seu ponto mais alto, pelo que a Santa Casa da Misericórdia lhe colocou três para-raios para o defender das faíscas elétricas.
Do Hospital se descobre um vastíssimo horizonte limitado a Oeste e Noroeste pelas Serras da Gralheira e Caramulo, a Sudoeste pela Serra do Buçaco, a Sul e Sueste pela Serra da Estrela.
Este Hospital tem dois pavimentos, tendo quatro enfermarias com os nomes de São João, S. Francisco, Sant’Ana e Senhora das Dores
Tem mais duas enfermarias para os Irmãos da Misericórdia, alguns quartos para pensionistas, compartimentos para alienados e presos doentes, casa de banho, casa de autópsias e casa mortuária.

### Desde 1997
As novas instalações do Hospital de São Teotónio foram abertas em 14 de julho de 1997. O novo edifício localiza-se a cerca de 1 km do antigo hospital. O antigo Hospital de São Teotónio foi encerrado e, anos mais tarde, convertido numa Pousada, a qual foi aberta em 2009.
Em 1 de Abril de 2011, o Hospital de São Teotónio foi fundido com o Hospital Cândido de Figueiredo (Tondela) para formar o Centro Hospitalar Tondela-Viseu, com uma administração comum. Carlos Rebelo, médico ortopedista, foi nomeado Presidente do Conselho de Administração, cargo que exerceu até janeiro de 2017.
Em agosto de 2015, foi inaugurado um novo acesso rodoviário e pedonal ao recinto do Hospital. A nova entrada facilitou significativamente o acesso ao Serviço de Urgências a partir da Rua D. João Crisóstomo de Almeida, que delimita o hospital a nascente.
Em finais de Maio e inícios de Junho de 2017, ocorreu um surto de sarna no Hospital de São Teotónio. Um paciente internado no serviço de Medicina Física e Reabilitação contagiou 2 outros pacientes, dos quais um estava internado também em Medicina Física e Reabilitação, e o outro estava internado em Ortopedia (as camas do serviço de Medicina Física e Reabilitação estavam ao lado das camas do serviço de Ortopedia). A ala afetada foi encerrada. No total, cerca de 100 pessoas fizeram tratamento profilático para a sarna (com benzoato de benzilo), dos quais 54 eram enfermeiros, 22 eram assistentes operacionais e 22 eram pacientes internados. Em 7 de junho, depois do fim do surto, um paciente que tinha sido internado em Cardiologia foi diagnosticado com sarna. O paciente foi isolado e 20 profissionais de saúde fizeram tratamento profilático.

## Outros
- Viseu